# Фабий Планциад Фулгентий
Фулгентий или Фабий Планциад Фулгентий (на латински: Fabius Planciades Fulgentius; Fabius Claudius Gordianus Fulgentius) e древен латински автор от 6 век. Наричан е и „Митограф“.
Произлиза вероятно от Северна Африка и принадлежи към сенаторското съсловие.
Написал е няколко произведения. До днес са запазени:
1. Mythologiae
2. Expositio Virgilianae continentiae secundum philosophos moralis
3. Expositio sermonum antiquorum, De aetatibus mundi et hominis
4. De aetatibus mundi et hominis (история на света)